# Palazzo Spannocchi
Le Palazzo Spannocchi  est un palais citadin de Sienne donnant sur la  Piazza Salimbeni en face du Palazzo Tantucci.

## Histoire
Construit par  Giuliano da Maiano en 1471, il permet au marchand siennois Ambrogio Spannocchi, de légitimer la position politique et économique de sa famille investie dans les affaires commerçantes de la ville et politique par la nomination d'un trésorier par le pape Piccolomini Pie II.
L'architecte Giuliano da Maiano décora la corniche de la façade à la manière classique,  de bustes d'empereurs romains et celui de Dante Alighieri.
L'édifice est intégré dans l'ensemble des palais de la place comme siège de la banque  Monte dei Paschi di Siena.

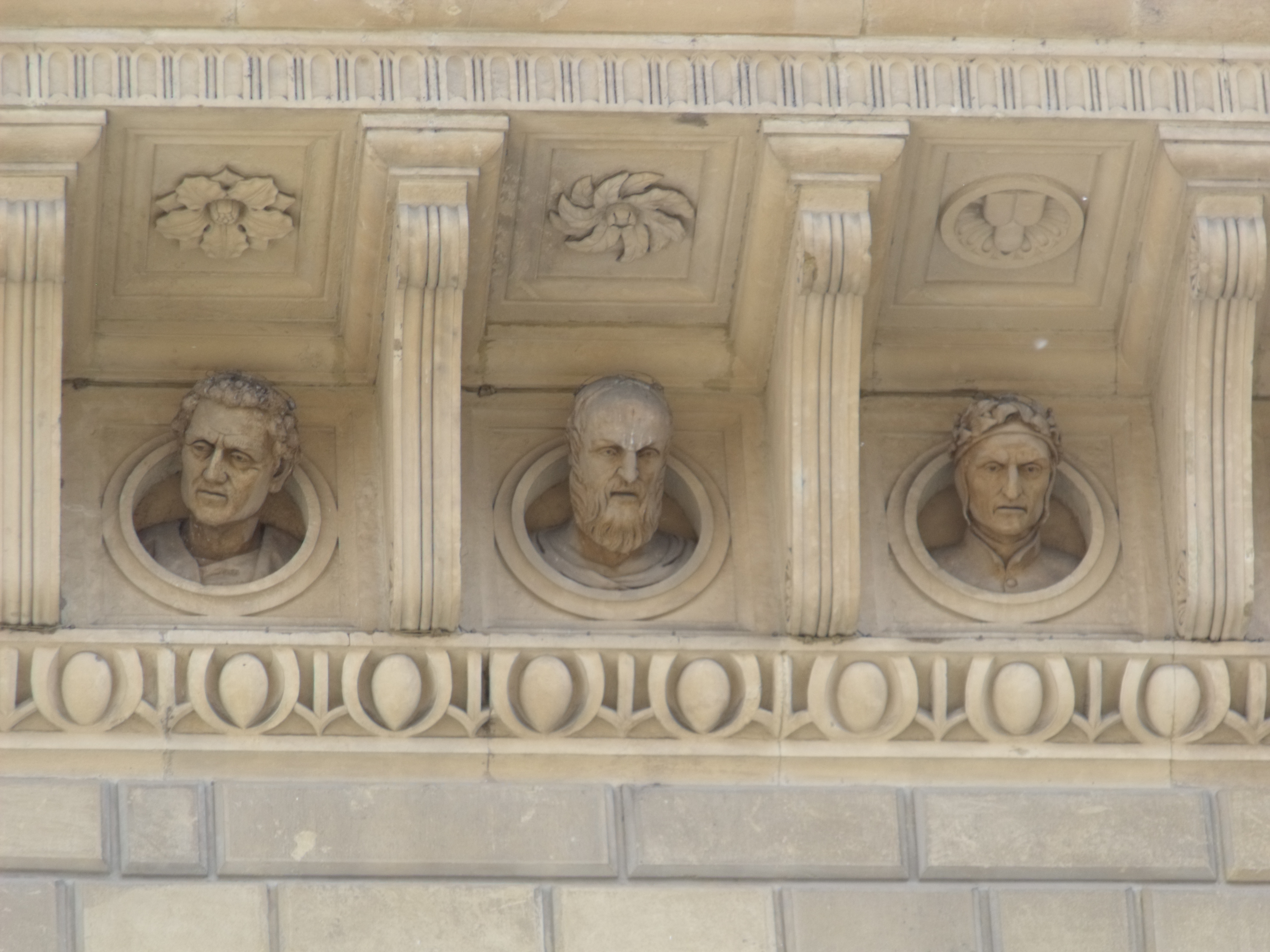
Les figures antiques.